# جان پارکر
جان پارکر، (به انگلیسی: John Parker) (زاده ۸ آوریل ۱۹۴۲) کارآفرین، بازرگان و مدیر ارشد اجرایی بریتانیایی ایرلندی‌تبار است، که در حال حاضر به‌عنوان رییس هیئت مدیره شرکت انگلو امریکن فعالیت می‌کند.
وی همچنین نایب رییس هیئت مدیره شرکت دی‌پی ورلد و از اعضای هیئت مدیره شرکت‌های کارنوال کورپوریشن و گروه ایرباس نیز می‌باشد.